# Challenge Cup (Rakousko-Uhersko)

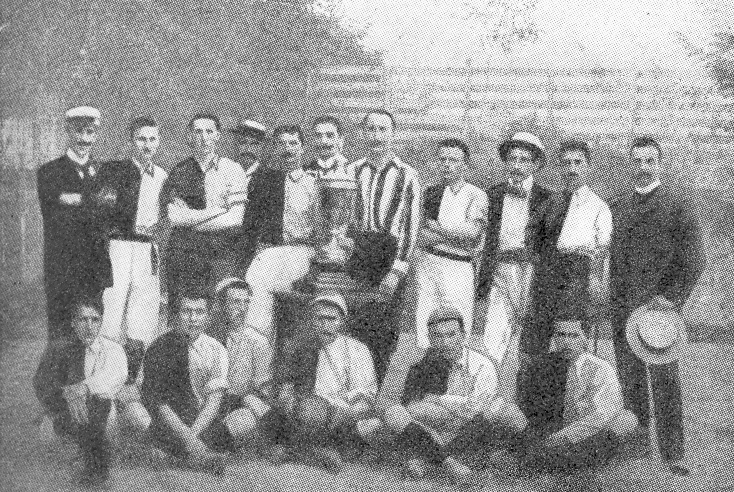
Vítěz Challenge Cupu 1899, rakouské družstvo First Vienna FC.

Challenge Cup byla pohárová fotbalová vyřazovací soutěž v Rakousko-Uhersku pořádaná v letech 1897–1911. Byla založena Johnem Gramlickem, spoluzakladatelem vídeňského klubu Vienna Cricket and Football-Club (Vienna Cricket FC). Mohly se jí účastnit všechny kluby rakousko-uherské monarchie, ale v praxi ji hrály pouze týmy ze tří metropolí: Vídně, Prahy a Budapešti.
Trofej měl původně získat natrvalo klub, který by ji dokázal vyhrát ve 3 po sobě jdoucích ročnících, ale v roce 1903 bylo toto pravidlo změněno a pohár se stal putovním (žádný z klubů jej nemohl vlastnit). V současnosti je v držení posledního vítěze z roku 1911, rakouského týmu Wiener Sport-Club. Challenge Cup je vnímán jako předchůdce rakouského poháru ÖFB-Cup (vznikl v roce 1918, resp. 1919) a Mitropa Cupu (vznikl 1927).

## Přehled finále
Zdroj: 
| Sezóna  | Vítěz              | Finalista                | Výsledek |
| ------- | ------------------ | ------------------------ | -------- |
| 1897/98 | Vienna Cricket FC  | FC 98                    | 7–0      |
| 1898/99 | First Vienna FC    | AC Viktoria Wien         | 4–1      |
| 1899/00 | First Vienna FC    | Vienna Cricket FC        | 2–0      |
| 1900/01 | Wiener AC          | SK Slavia Praha          | 1–0      |
| 1901/02 | Vienna Cricket FC  | Budapesti TC             | 2–1      |
| 1902/03 | Wiener AC          | ČAFC Královské Vinohrady | kont.    |
| 1903/04 | Wiener AC          | Vienna Cricket FC        | 7–0      |
| 1904/05 | Wiener Sport-Club  | Magyar AC                | 2–1      |
| 1905/06 | neodehráno         |                          |          |
| 1906/07 | neodehráno         |                          |          |
| 1907/08 | neodehráno         |                          |          |
| 1908/09 | Ferencvárosi TC    | Wiener Sport-Club        | 2–1      |
| 1909/10 | historicky nejasné |                          |          |
| 1910/11 | Wiener Sport-Club  | Ferencvárosi TC          | 3–0      |

## Přehled vítězů dle prvenství
1. Wiener AC (3)

2-4. Vienna Cricket FC (2)

2-4. First Vienna FC (2)

2-4. Wiener Sport-Club (2)

5. Ferencvárosi TC (1)